# حمامى معممة
الحُمامى المُعمَّمة أو الحُمامى المُتَعَمِّمة هي حالةٌ جلديةٌ قد تحدث بسبب دواءٍ أو ذيفاناتٍ بكتيريَّة أو عدوًى فيروسيَّة.:139